# Henry de Worms
Pour les articles homonymes, voir Worms.
Henry de Worms (20 octobre 1840 - 9 janvier 1903), 1er baron Pirbright, est un homme politique britannique.

## Biographie
Fils du baron Solomon Benedict de Worms (1801-1882) et de Henrietta Samuel, descendant de Mayer Amschel Rothschild, il suit ses études au King's College de Londres et est admis à Inner Temple et comme membre du King's College en 1863.
Il est membre de la Chambre des communes de 1880 à 1895.
Henry de Worms est Parliamentary Secretary to the Board of Trade (en) de 1885 à 1888, puis Under-Secretary of State for the Colonies (en) de 1888 à 1892.
Il est également plénipentiaire et président de la Conference on Sugar Bounties en 1888 et commissioner for the Patriotic Fund. Il est nommé au Conseil privé en 1888.
Il est élu membre de la Royal Society en 1889.
En 1895, il est créé Baron Pirbright et admis à la Chambre des lords.
En 1864, il épouse Fanny von Todesco, fille du baron Eduard von Todesco (de) et de Sophie Gomperz. Il épouse en secondes noces, en 1887, Sarah Phillips, fille de Sir Benjamin Samuel Phillips.

## Publications
- England's Policy in the East
- The Earth and its Mechanism
- The Austro-Hungarian Empire
- Memoirs of Count Beust

## Sources
- (en) Cet article est partiellement ou en totalité issu de l’article de Wikipédia en anglais intitulé « Henry de Worms, 1st Baron Pirbright » (voir la liste des auteurs).